# Aleksandar Stanković
Aleksandar Stanković (in serbo Александар Станковић?; Milano, 3 agosto 2005) è un calciatore serbo, centrocampista del Club Bruges e della nazionale Under-21 serba.

## Biografia
Figlio dell'ex centrocampista Dejan Stanković e della sua ex moglie Ana Ačimovič e nipote del calciatore sloveno Milenko Ačimovič, è nato a Milano, negli anni in cui il padre giocava nell'Inter. Ha due fratelli di nome Stefan (2000) e Filip (2002); entrambi hanno iniziato a giocare a calcio nelle giovanili nerazzurre.

## Carriera

### Club
Cresciuto nel settore giovanile dell'Inter, ha firmato il suo primo contratto professionistico il 29 settembre 2023. Il 3 luglio 2024 è passato in prestito al Lucerna ed il 21 luglio ha debuttato a livello professionistico nell'incontro di Super League perso 2-1 contro il Servette. Ha segnato il primo gol il 26 ottobre nella partita persa 3-2 contro l'Yverdon. A fine stagione, dopo aver messo insieme 38 presenze, 3 gol e 2 assist nel campionato svizzero, l’Inter esercita il controriscatto.
Il 24 luglio 2025 viene ceduto al Club Bruges per 10 milioni di euro; l’Inter potrà  riacquistarlo per 23 milioni nel 2026 e per 25 nel 2027 riservandosi il 10% della futura rivendita.

### Nazionale
Ha giocato con le nazionali giovanili serbe Under-16, Under-17, Under-18 Under-19 ed Under-21.

## Statistiche

### Presenze e reti nei club
Statistiche aggiornate al 17 agosto 2025.
| Stagione        | Squadra         | Campionato      | Campionato | Campionato | Coppe nazionali | Coppe nazionali | Coppe nazionali | Coppe continentali | Coppe continentali | Coppe continentali | Altre coppe | Altre coppe | Altre coppe | Totale | Totale | Totale |
| Stagione        | Squadra         | Comp            | Pres       | Reti       | Comp            | Pres            | Reti            | Comp               | Pres               | Reti               | Comp        | Pres        | Reti        | Pres   | Reti   |        |
| --------------- | --------------- | --------------- | ---------- | ---------- | --------------- | --------------- | --------------- | ------------------ | ------------------ | ------------------ | ----------- | ----------- | ----------- | ------ | ------ | ------ |
| 2024-2025       | Lucerna         | SL              | 38         | 3          | CS              | 2               | 0               | -                  | -                  | -                  | -           | -           | -           | 40     | 3      |        |
| 2025-2026       | Club Bruges     | PL              | 3          | 0          | CB              | 0               | 0               | UCL                | 0                  | 0                  | SB          | 0           | 0           | 3      | 0      |        |
| Totale carriera | Totale carriera | Totale carriera | 41         | 3          |                 | 2               | 0               |                    | -                  | -                  |             | -           | -           | 43     | 3      |        |